# Мозес (озеро)
Мо́зес (англ. Moses Lake) — озеро-водохранилище в штате Вашингтон в Соединённых Штатах Америки. Через озеро протекает река Краб-Крик — приток Колумбии. На восточном побережье озера находится город Мозес-Лейк.
Площадь водного зеркала — около 28 км² (11 кв. миль). Средняя глубина — 5,6 м (18,5 футов), максимальная достигает 11,6 м (38 футов). Длина озера — свыше 32 км (20 миль). Лежит на высоте 318,8 м (1046 футов) над уровнем моря. Состоит из трёх акваторий. Основные притоки — Краб-Крик и Роки-Форд-Крик.
До того, как в начале 1900-х годов озеро Мозес было подпружено плотиной оно представляло собой небольшой мелководный водоём.
К югу от одноимённого города находится водохранилище Потхолс и Национальный заповедник дикой природы Колумбия, где есть несколько просачивающихся озёр, огромное количество перелётных птиц и других представителей фауны, характерных для этого района.
В доколумбову эпоху, коренные американцы называли территорию вокруг озера Хуаф, что в буквальном переводе означает ива.
Мозес был вождем племени синкиусе с 1859 по 1899 год и был вынужден вести переговоры с белыми поселенцами, которые начали селиться в этой местности в 1880-х годах. Под давлением правительства США Мозес обменял земли бассейна Колумбии на резервацию, которая простиралась от озера Челан на север до границы с Канадой. Позже правительство снова обменяло её на то, что сейчас является индейской резервацией Колвилл.
Новые поселенцы назвали озеро на берегах которого возникло первое постоянное поселение в честь вождя Мозеса. Одноимённый город первоначально город назывался Неппель, в честь города в Германии, где жил один из первых колонистов.
До строительства плотины Гранд-Кули на реке Колумбия в 1941 году и авиабазы ВВС США Ларсон во время Второй мировой войны эта территория была в значительной степени бесплодной и заброшенной. Вода из водохранилища дала возможность орошать почву, а база ВВС открыла множество вакансий, поэтому в 1950-е прибрежное население выросло в девять раз (с 300 до 2679 человек в 1950 году).